# Il ragazzo e il poliziotto
Il ragazzo e il poliziotto è un film del 1981 diretto da Charles B. Griffith.

## Trama
Il giovane Roscoe Wilton odia lo sceriffo Turner ma è innamorato della di lui figlia, Peggy Sue. Un giorno Roscoe rapisce la ragazza, la quale, certa di poter così sfuggire al padre e di poter lasciare il paese, si dimostra ben felice della cosa. Lo sceriffo Turner scatena però dietro al ragazzo la più grande caccia all'uomo che si sia mai vista.

## Curiosità
Alcune scene sono riciclate dal film La polizia li vuole morti (1976).